# 6 d'agost
El 6 d'agost és el dos-cents divuitè dia de l'any del calendari gregorià i el dos-cents dinovè en els anys de traspàs. Queden 147 dies per finalitzar l'any.

## Esdeveniments
Països Catalans
- 1835, Barcelona: Una multitud enfurismada incendia la Fàbrica Bonaplata durant una bullanga.
- 1912, Sabadell: Es juga el primer partit de futbol nocturn il·luminat d'Espanya entre el CE Sabadell i el FC Barcelona.[1]
- 2008: S'estrena a Espanya la pel·lícula WALL·E, produïda per Pixar (amb algunes còpies doblades al català a Catalunya).

Resta del món
- 1806: Francesc I d'Àustria decreta la supressió del Sacre Imperi.
- 1920, Londres, Regne Unit: Els escoltes reunits en el Primer Jamboree Mundial proclamen Baden-Powell cap escolta mundial.[2]
- 1926: Gertrude Ederle, nedadora estatunidenca, esdevé la primera dona en creuar nedant el Canal de la Mànega, batent el rècord masculí existent fins aquell moment.[3]
- 1945, Hiroshima, Imperi Japonès: El bombarder B-29 estatunidenc Enola Gay pilotat per Paul Tibbets, llança sobre la ciutat Little Boy, la primera bomba atòmica usada contra població civil en el bombardeig d'Hiroshima.[4]
- 2012, Aeolis Palus, Mart: El rover Curiosity aterra a Mart per una missió de dos anys, que es perllongarà molt més.[5]
- 2004: La Cort Suprema d'Austràlia, falla en el cas Al-Kateb contra Godwin, que la detenció indefinida d'una apàtrida fou ajustada al dret.

## Naixements
Països Catalans
- 1837 - Pollença: Alberta Giménez i Adrover, religiosa i professora mallorquina (m. 1922).[6]
- 1905 - Cabestany: Maria Montserrat Capdevila d'Oriola, una de les primeres matemàtiques de l'Estat espanyol.[7]
- 1909 - Barcelona: Elvira-Augusta Lewi, escriptora i periodista catalana (m. ca. 1970).[8]
- 1910 - Argentona: Margarida Abril i Gonzàlez, sindicalista i política catalana (m. 2003).[9]
- 1925 - Espui: Conxita Grangé i Beleta, resistent antifeixista, supervivent del Camp de concentració de Ravensbrück (m. 2019).[10]
- 1932 - Barcelona: Lluís Maria Xirinacs i Damians, sacerdot i polític català (m. 2007).
- 1935 - Lleida: Trini Tinturé, historietista i il·lustradora catalana (m. 2024).[11]
- 1940 - Vilanova de Raò: Christiane Frenay, pintora, gravadora i dissenyadora gràfica rossellonesa.[12]
- 1942 - Barcelona: Quico Pi de la Serra, és un guitarrista i cantautor català, considerat un dels representants històrics de la Nova Cançó.
- 1960 - Manresa, Bages: Rosa Maria Miró i Roig, matemàtica catalana.[13]
- 1975 - L'Hospitalet de Llobregatː Àngels Montolio Andreu, tennista catalana.[14]

Resta del món
- 1180 - Kyoto (Japó): emperador Go-Toba va ser el 82è emperador del Japó, segons l'ordre tradicional de successió.
- 1619 - Venècia (República de Venècia): Barbara Strozzi, cantant i compositora italiana (m. 1677).[15]
- 1651 - Senta Mundana (França): François Fénelon, teòleg i escriptor francès (m. 1715).
- 1667 - Basilea (Suïssa): Johann Bernoulli, metge i matemàtic suís, un dels iniciadors del càlcul infinitesimal (m. 1748).
- 1775 - Versalles (França): Lluís XIX de França, Duc d'Angulema i delfí de França. Des de 1836 fou el cap de la casa reial de Borbó a França i pretendent legitimista al tron francès.
- 1841 - Aiud, Transsilvània: Florence Baker, exploradora britànica (m. 1916).[16]
- 1860 - Den Helder, Països Baixos: Aletta Ruijsch, pintora i dibuixant holandesa (m. 1930).[17]
- 1881 - Lochfield, Escòcia: Alexander Fleming, biòleg, bacteriòleg i professor universitari escocès guardonat amb el Premi Nobel de Medicina o Fisiologia el 1945, famós per ser el descobridor de la penicil·lina (m. 1955).[18]
- 1902 - Berlín: Margarete Klose, mezzosoprano alemanya (m. 1968).[19]
- 1911 - Jamestown, Nova York: Lucille Ball, actriu còmica estatunidenca (m. 1989).[20]
- 1917 - Bridgeport (EUA): Robert Mitchum, actor estatunidenc (m. 1997).
- 1928:
  - Pittsburgh, Pennsilvània, EUA: Andy Warhol, artista, figura central del corrent artístic del pop art.[21]
  - Nimes (França): Jean Carrière, productor de ràdio i televisió,crític musical i escriptor. Premi Goncourt de l'any 1972 per la seva novel·la "L'Epervier de Maheux" (m. 2005)
- 1930 - Chicago: Abbey Lincoln, cantant, compositora de jazz i actriu estatunidenca (m. 2010).[22]
- 1932 - Hammersmith, Londres, Anglaterra: Gordon Howard Eliot Hodgkin fou un pintor i gravador britànic.
- 1936 - Vladivostok, Rússia: Svetlana Fedosséieva és una arqueòloga russa.
- 1968 - Ankara, Turquia: Aslı Şafak, presentadora de televisió i escriptora turca.
- 1969 - Omaha, Nebraska (EUA): Elliott Smith, cantautor estatunidenc (m. 2003).[23]
- 1973 - Clifton, Nova Jersey, (EUA): Vera Farmiga és una actriu i directora de cinema estatunidenca d'origen ucraïnès.
- 1981 - Bucarest, Romania: Linda Maria Baros, poetessa, traductora i crítica en llengua francesa i romanesa.[24]

## Necrològiques
Països Catalans
- 1162 - Borgo San Dalmazzo, Piemont: Ramon Berenguer IV, comte de Barcelona.
- 1458 - Vaticà, Estats Pontificis: Alfons de Borja, que regnà com a papa amb el nom de Calixt III; era valencià i de parla catalana (n. 1358).
- 1624 - Barcelona: Isabel de Rocabertí, teòloga i escriptora catalana (n. 1549).[25]
- 1929 - Barcelona: Guillem August Tell i Lafont, advocat, notari i poeta en català, proclamat mestre en Gai Saber el 1900 (n. 1861).
- 1936 - Serra de Guadarrama, Castella: Josep Sunyol i Garriga, polític català i president del Barça, afusellat per les tropes nacionals (n. 1898).
- 1988 - Madrid: Maria Dolors Calvet i Prats, concertista de piano, compositora i poetessa (n. 1907).[26]
- 2015 - Badalona, Barcelonès: Joan Argenté i Artigal, poeta i advocat català (n. 1931).[27]
- 2017 - Màlaga, Andalusia: Josep Manel Casanova i Capdevila fou un futbolista català de la dècada del 1970, i més tard entrenador i director tècnic.

Resta del Món
- 1167 - Roma: Alexandre de Lieja, príncep-bisbe del principat de Lieja
- 1660 - Madrid: Diego Velázquez, pintor.
- 1872 - Rivergaro, Piacenza: Benedetta Rosmunda Pisaroni, soprano-contralt italiana (n. 1793).[28]
- 1925 - Bolonya: Gregorio Ricci-Curbastro, matemàtic italià (n. 1853).[29]
- 1932 - Bystřice Hostynem: Eduard Tregler, organista, compositor i mestre txec.
- 1954 - Fontainebleau, França: Fernande Decruck, compositora, organista i pianista, autora d'obres per a saxòfon (n. 1896).[30]
- 1962 - Bordeus: Marthe Nespoulous, soprano francesa (n. 1894).[31]
- 1969 - Viège (Suïssa): Theodor W. Adorno, filòsof i musicòleg alemany.
- 1973 - Marbella, Espanya: Fulgencio Batista, militar i polític cubà, dictador, cap de l'estat de 1923 a 1959 (n. 1901).[32]
- 1978 - Vaticà, Roma: Giovanni Battista Montini, que regnà com a papa amb el nom de Pau VI (n. 1897).[33]
- 1979 - Múnic (Alemanya): Feodor Lynen, bioquímic alemany, Premi Nobel de Medicina o Fisiologia de l'any 1964 (n. 1911).[34]
- 1994 - Lampedusa, Sicília: Domenico Modugno, cantant italià, autor de Nel blu dipinto di blu (n. 1928).[35]
- 2001 - Salvador, Estat de Bahia, Brasil: Jorge Amado, escriptor brasiler (n. 1912).[36]
- 2005 - Riga: Vizma Belševica, poeta, escriptora i traductora letona nominada al premi Nobel de literatura (n. 1931).[37]
- 2009 - Santiago de Compostel·la: Antonia Ferrín Moreiras, matemàtica, professora i astrònoma gallega.[38]
- 2011 - Ciutat Quezón, Filipines: Fe del Mundo, pediatra filipina, fundadora del primer hospital pediàtric de les Filipines (n. 1911).[39]
- 2017 - 
  - Mandurah, Western Australia, Austràlia: Betty Cuthbert, fou una atleta australiana, guanyadora de quatre medalles olímpiques d'or en proves de velocitat entre 1956 i 1964.
  - Poitiers, França: Nicole Bricq, fou una política francesa militant del Partit Socialista.

## Festes i commemoracions
- Dia Nacional a Bolívia.
- La festa de la Transfiguració de Jesús és celebrada com a Sant Salvador a diversos indrets: aquesta advocació és patró d'Artà i de la marina eivissenca

### Santoral[40]

#### Església Catòlica[41]
- Sants al Martirologi romà (2011): La Transfiguració del Senyor; sants Just i Pastor, màrtirs (305); Hormisdes I, papa (523).
  - Beats: Octavià de Savona, bisbe (1132); Joscelí de Luxemburg (Schetzel, Ghislain, Gocelin o Joscelin), anacoreta (1138); Anna Maria Rubatto, fundadora (1904); Carlos López Vidal, màrtir (1936); Tadeusz Dulny, màrtir (1942).
- Sants: Magne de la Pulla, bisbe (250); Jaume d'Amida, eremita (ca. 500); Esteve de Cardeña i companys, màrtirs (872). Urbici d'Urgell, bisbe; Urbici de Serrateix, bisbe i màrtir.
- Beats: Joscelí de Schlebusch, laic (1149); Hermann el Jueu de Scheda, prior (1173).
- Venerables: Gilbert de Maria Laach, abat (1152); "beat" Matteo da Bascio, fundador dels caputxins; venerable Antoni Margil i Ros, franciscà (1726).
- Servent de Déu Pau VI.

#### Església Copta
- 30 Abib: Andreu apòstol; Macari i Efrem d'Ahmim, monjos i màrtirs (s. IV).

#### Església Ortodoxa (segons el calendari julià)
- Se celebren els corresponents al 19 d'agost del calendari gregorià.

#### Església Ortodoxa (segons el calendari gregorià)
Corresponen als sants del 24 de juliol del calendari julià.
- Sants: Cristina de Bolsena, màrtir (ca. 304); Cristina de Tir, màrtir; Hermògenes, màrtir; Capitó i Himeneu, màrtirs; Atenàgores d'Atenes, apologeta; Olímpia de Constantinoble, abadessa (409); Salomtí de Jerusalem, bisbe; Borís i Gleb, prínceps (1015); Policarp de les Coves de Kíev, abat (1162); Maksim Sandovitx, prevere màrtir; Pacomi, abat (1479); Atanasi de Quios, màrtir (1600); Teòfil de Zakintos, màrtir (1635); Bogolep d'Astrakhan, nen (1667); Ticó de Turukhan, monjo (1682); Alfei, diaca màrtir (1937); Nikolai i Ivan, prevres (1942 i 1951).

##### Església Ortodoxa de Geòrgia
- Sant Hilarió de Twali, monjo (s. XI).

#### Esglésies luteranes
- Transfiguració del Senyor; Evangèlics de Salzburg.

#### Esglésies anglicanes
- Transfiguració del Senyor.